# Tymolus brucei
Tymolus brucei is een krabbensoort uit de familie van de Cyclodorippidae. De wetenschappelijke naam van de soort is voor het eerst geldig gepubliceerd in 1991 door Tavares.